# Pseudomopsis
Pseudomopsis är ett släkte av skalbaggar. Pseudomopsis ingår i familjen vivlar.

## Dottertaxa tillPseudomopsis, i alfabetisk ordning[1]
- Pseudomopsis acuratus
- Pseudomopsis amoenus
- Pseudomopsis arcuatus
- Pseudomopsis bicristatus
- Pseudomopsis bolivianus
- Pseudomopsis conicicollis
- Pseudomopsis cribricollis
- Pseudomopsis distigma
- Pseudomopsis dufaui
- Pseudomopsis gibbus
- Pseudomopsis inflatus
- Pseudomopsis laticollis
- Pseudomopsis latisquamis
- Pseudomopsis mexicanus
- Pseudomopsis nigrosignatus
- Pseudomopsis notaticollis
- Pseudomopsis peckolti
- Pseudomopsis similis